# Bode
Bode su naseljeno mjesto u općini Bugojno, Federacija Bosne i Hercegovine, BiH.

## Stanovništvo

### 1991.
Nacionalni sastav stanovništva 1991. godine, bio je sljedeći:
ukupno: 41
- Srbi - 40 (97,56%)
- ostali, neopredijeljeni i nepoznato - 1 (2,44%)

### 2013.
Na popisu stanovništva 2013. godine bilo je bez stanovnika.

## Vanjske poveznice
- Vanjske poveznice  Arhivirana inačica izvorne stranice od 14. veljače 2021. (Wayback Machine)